# Mads Christensen
Mads Christensen (Aalborg, 6 april 1984) is een Deens voormalig baan- en wegwielrenner.

## Palmares
2000
 Deens kampioen 1km, Junioren
 Deens kampioen achtervolging, Junioren
 Deens kampioen ploegenachtervolging, Junioren
 Deens kampioen individuele tijdrit, Junioren
2001
 Deens kampioen achtervolging, Junioren
 Deens kampioen ploegenachtervolging, Junioren
 Deens kampioen ploegkoers, Elite
 Deens kampioen achtervolging, Elite
 Deens kampioen ploegenachtervolging, Elite
2003
 Deens kampioen op de weg, Beloften
2004
 Deens kampioen individuele tijdrit, Beloften
1e etappe Ringerike GP
2010
2e etappe Flèche du Sud
2012
Bergklassement Ronde van het Baskenland

## Resultaten in voornaamste wedstrijden
| Jaar | Ronde van Italië | Ronde van Frankrijk | Ronde van Spanje |
| ---- | ---------------- | ------------------- | ---------------- |
| 2005 | 142e             |                     |                  |
| 2011 |                  |                     | 160e             |
| 2012 | opgave           |                     |                  |
| 2013 | 126e             |                     |                  |

| Jaar | Amstel Gold Race | Luik-Bast.‑Luik | Waalse Pijl | Brabantse Pijl | Clásica San Sebastián |  | Wereldranglijsten |
| ---- | ---------------- | --------------- | ----------- | -------------- | --------------------- |  | ----------------- |
| 2005 |                  |                 |             | 66e            |                       |  |                   |
| 2011 |                  |                 |             |                |                       |  |                   |
| 2012 | 133e             | 62e             | 115e        |                | 7e                    |  | 142e (UWT)        |
| 2013 |                  | 102e            |             |                | 98e                   |  |                   |

Bettini  · Boonen  · Bramati · Christensen · Cretskens · De Fauw · De Weert · Engels · Garrido · Hulsmans · Knaven · Lotz · Mercado · Moreni · Nuyens · Paolini · Pecharroman · Pozzato · Rogers     · Rosseler · Sinkewitz · Tankink · Trenti · Van Goolen · Vanthourenhout (tot 28/02) · Verbrugghe · Viganò · Weylandt · Zanini · Melis (stagiair) · Neirynck (stagiair) · Santaromita (stagiair)
Arreitunandia ·
Astarloa ·
Bonomi ·
Caccia ·
Cárdenas ·
Cheula ·
Christensen ·
Cox ·
Degano ·
Facci ·
Green ·
Jefimkin ·
Kannemeyer ·
Maartens ·
Perry ·
Sabido ·
Schärer ·
Southam ·
Txurruka ·
Corti (stagiair) ·
Kessiakoff (stagiair) 
Bellis · 
Boaro ·
Christensen ·
Contador ·
Cooke ·
Didier ·
J. J. Haedo ·
L. S. Haedo ·
Hoestov ·
Hernández ·
Jørgensen ·
Klostergaard ·
Larsson ·
Majka ·
Marycz ·
Mørkøv ·
Navarro ·
Noval ·
Nuyens ·
Porte ·
Roberts ·
C. A. Sørensen ·
N. Sørensen · 
Steensen ·
Tanner ·
Tosatto ·
Vandborg ·
Margaliot (stagiair)
Boaro ·
Cantwell · 
Christensen ·
Contador ·
J. J. Haedo ·
L. S. Haedo ·
Hoestov ·
Hernández ·
Juul-Jensen ·
Jørgensen ·
Klostergaard ·
Kroon ·
Lund ·
Majka ·
Margaliot ·
Marycz ·
Miyazawa ·
Mørkøv ·
Navarro ·
Noval ·
Nuyens ·
Paulinho ·
Pires ·
Roberts ·
C. A. Sørensen ·
N. Sørensen · 
Steensen ·
Tanner ·
Tosatto ·
Vinther
Bennati ·
Boaro ·
Breschel ·
Cantwell · 
Christensen ·
Contador ·
Duggan ·
Hernández ·
Juul-Jensen ·
Jørgensen ·
Kreuziger ·
Kroon ·
Kump ·
Lund ·
Majka ·
McCarthy ·
Miyazawa ·
Mørkøv ·
Noval ·
Petrov ·
Paulinho ·
Pires ·
Roche ·
Rogers ·
C. A. Sørensen ·
N. Sørensen · 
Sutherland ·
Tosatto ·
Zaugg ·
Hansen (stagiair) ·
Poljański (stagiair)